# Imprensa Que Eu Gamo
Imprensa Que Eu Gamo é um bloco carnavalesco da cidade do Rio de Janeiro.
É um bloco tradicional do bairro de Laranjeiras, que atrai diversos foliões por de toda a cidade. Suas camisas são tradicionalmente desenhadas por grandes cartunistas do Brasil, tais como Chico Caruso, Aroeira, Ziraldo, Veríssimo, entre outros.
O bloco Imprensa Que Eu Gamo foi fundado por alguns jornalistas no ano de 1995. Foi dia da Caminhada pela Paz, uma manifestação que ocorreu em algumas cidades do país, no Rio de Janeiro ela aconteceu na Avenida Rio Branco, era a principal pauta dos jornais na época esse evento, e vários jornalistas cariocas tinham sido escalados para a cobertura, após o dia de trabalho alguns jornalistas foram para o polo gastronômico Mercadinho São José das Artes, em Laranjeiras, o local era muito frequentado pela imprensa carioca na época. Foi ali entre comentários de trabalho e muitos chopes, que surgiu a ideia de fundar um bloco carnavalesco.
O primeiro samba foi criado por Marceu Vieira, ele fez no mesmo dia que a ideia do bloco foi criada e cantou ali mesmo. A ideia era criar um bloco que mostrasse a profissão de jornalista.